# Moorefield (Nyugat-Virginia)
Moorefield település az Amerikai Egyesült Államok Nyugat-Virginia államában, Hardy megyében, melynek megyeszékhelye is. Lakosainak száma 2524 fő (2020. április 1.).

## Népesség
A település népességének változása:

| 2010 | 2 544 |
| 2020 | 2 524 |